# Humanoide
El terme humanoide es refereix a qualsevol ésser l'estructura corporal del qual s'assembla a la d'un ésser humà.

## Descripció
El terme humanoide descriu homínids no humans i per descomptat la majoria dels primats així com diverses criatures mitològiques i organismes artificials (robots), especialment en el context de la ciència-ficció i la ficció fantàstica. Un androide és un robot humanoide.
Normalment una mena d'humanoide fictici té el mateix aspecte exterior que un ésser humà, sent bípede, però difereix en detalls com ara els colors, forma i qualitats del rostre, presència de cabell, estatura i pes, tipus de pell, "afegits" com banyes, urpes, cues o altres, estructura d'extremitats i llinatge taxonòmic (descendent de rèptils, peixos, rosegadors, marsupials o vegetals en comptes de primats). Els rèptils humanoides són una concepció comuna.
La majoria dels alienígenes en cinema i televisió són humanoides, ja que d'aquesta manera és possible que un actor humà interpreti el personatge sense acudir a tècniques avançades.
Algunes persones troben improbable que l'univers es trobi poblat per criatures sense relació entre si totes les quals es vegin humanes, mentre que altres (incloent alguns biòlegs) pensen que una espècie evolucionaria naturalment cap al bipedisme en arribar a la sapiència com se la coneix.

## Éssers humanoides, en la mitologia, les llegendes, les teories conspiratives i l'Ovniologia

### Rèptils Humanoides
Segons l'autor de teories conspiracioniste David Icke aquests reptoides són la força oculta darrere del control mundial sobre la humanitat.
Zecharia Sitchin diu haver traduït les tauletes sumèries que es referien a una raça alienígena, els Anunnaki, a qui els atribueix aparences potencialment rèptils, que havien creat als humans per treballar com a esclaus en les seves mines d'Àfrica. Segons l'autor Anton Parks aquests rèptils humanoides han creat la civilització de Sumeria.